# Oniscodesmus rubriceps
Oniscodesmus rubriceps är en mångfotingart som beskrevs av Peters 1864. Oniscodesmus rubriceps ingår i släktet Oniscodesmus och familjen kuldubbelfotingar. Inga underarter finns listade i Catalogue of Life.